# Bisdom Palayamkottai
Het bisdom Palayamkottai (Latijn: Dioecesis Palayamkottaiensis) is een rooms-katholiek bisdom met als zetel Palayamkottai, een wijk in Tirunelveli, in India. Het bisdom is suffragaan aan het aartsbisdom Madurai. 

## Geschiedenis
Het bisdom werd opgericht op 17 mei 1973, uit delen van het bisdom aartsbisdom Madurai.

## Parochies
Het bisdom had in 2021 een oppervlakte van 6.103 km2 en telde 3.436.450 inwoners waarvan 3,9% rooms-katholiek was.

## Bisschoppen
- Savarinathen Iruthayaraj (17 mei 1973 - 15 juli 1999)
- Arochiasamy Jude Gerald Paulraj (23 oktober 2000 - 29 juni 2018)
  - Antony Pappusamy (apostolisch administrator: 29 juni 2018 - 15 december 2019)
- Antonysamy Savarimuthu (20 november 2019 - heden)

## Galerij van afbeeldingen

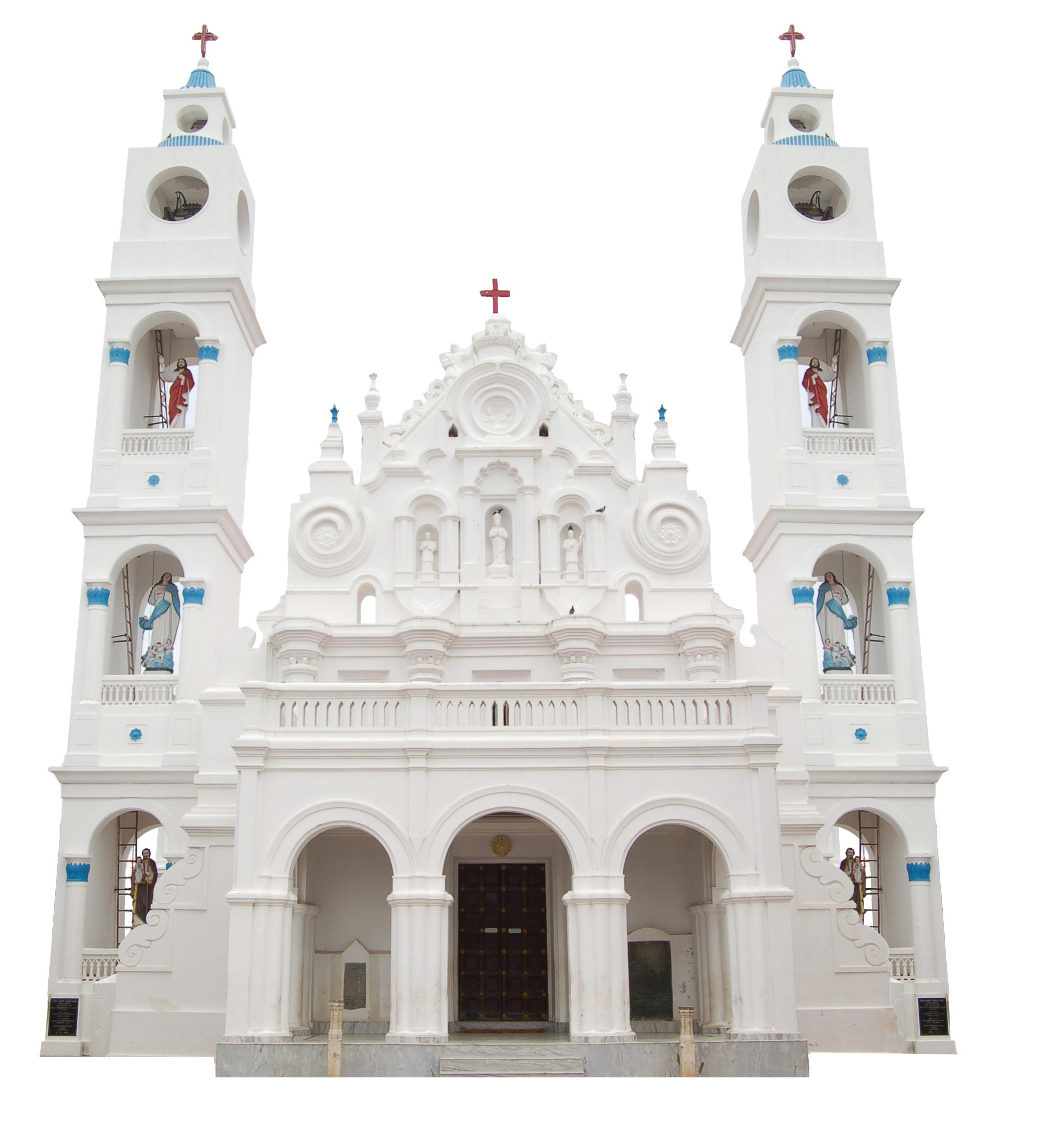
Basiliek Our Lady of Assumption in Kamanayakkanpatti
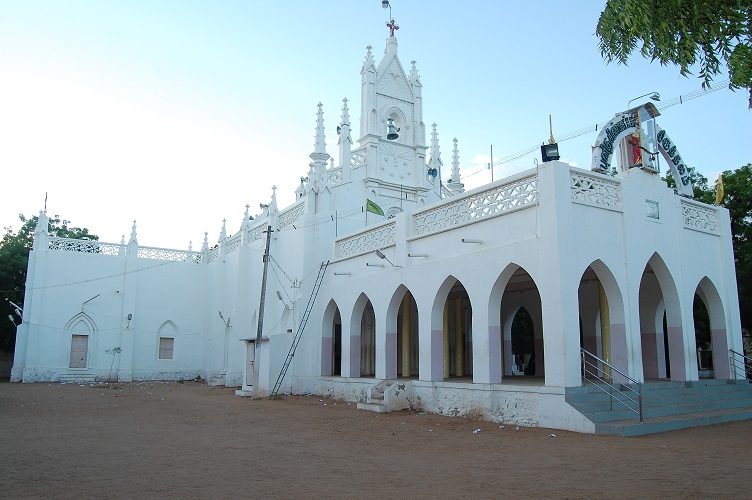
Sint-Pauluskerk in Singamparai
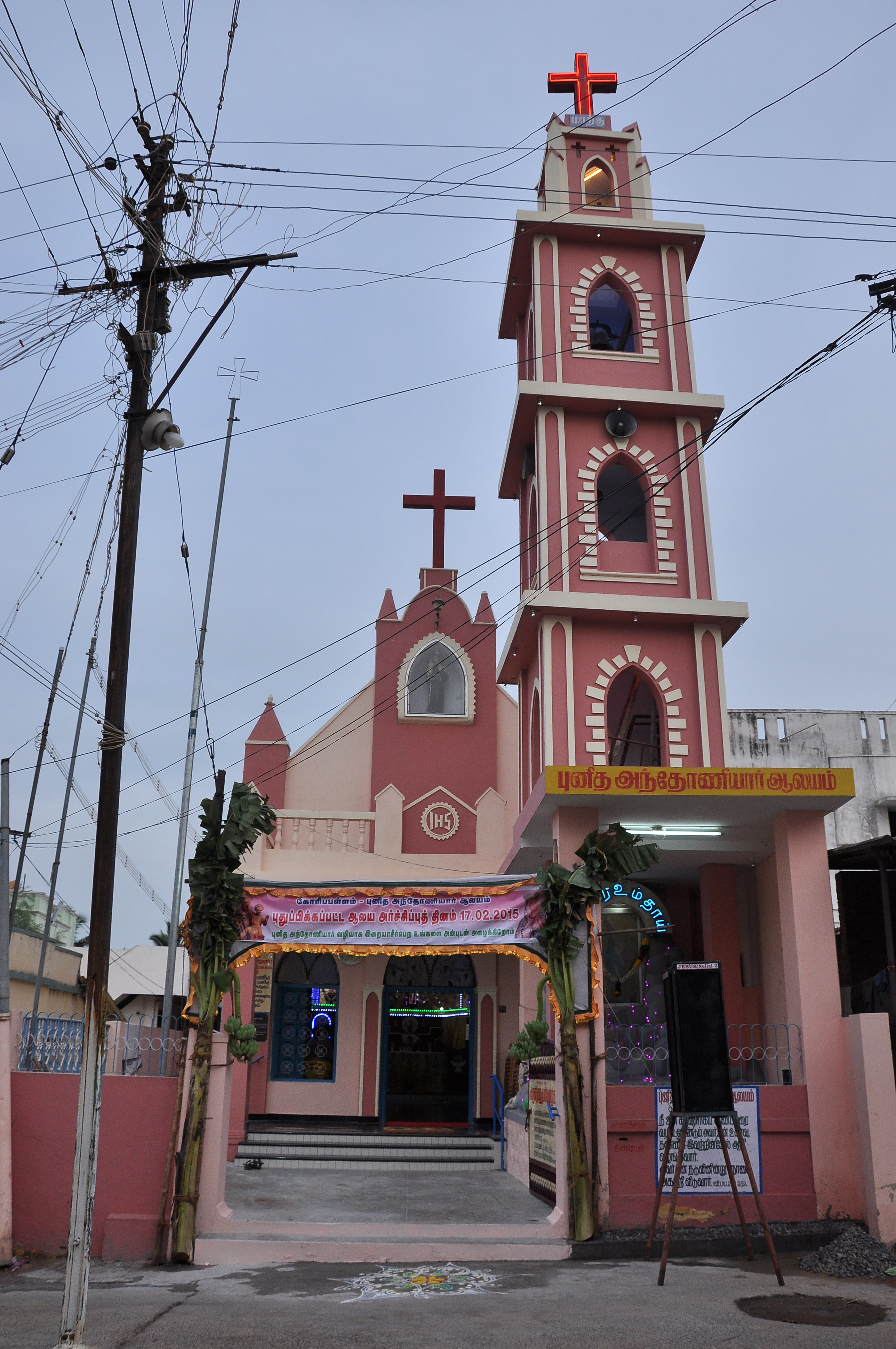
Sint-Antoniuskerk in Koripallam, Tirunelveli

Madurai (aartsbisdom) · Dindigul · Kottar · Kuzhithurai · Palayamkottai · Sivagangai · Tiruchirapalli · Tuticorin